# Mimikra (album)
Mimikra – trzeci solowy album Kasi Stankiewicz.

## Lista utworów
1. W środku myśli
2. To taki bezbolesny kres
3. Marzec
4. 4 ręce
5. Niezwykła samotność
6. Mokre ulice
7. Jedno zdjęcie z archiwum pamięci
8. Żółte słonie
9. Dziwne zwyczaje
10. Dla Frycka